# Caproni PS.1
Il Caproni PS.1, citato anche come Pallavicino PS-1, era un monomotore quadriposto da turismo sportivo ad ala bassa sviluppato dall'azienda italiana Cantieri Aeronautici Bergamaschi (CAB) (gruppo Caproni) di Ponte San Pietro, Bergamo, nei primi anni trenta.
Appositamente realizzato per la partecipazione all'edizione del 1934 del Challenge International de Tourisme, venne prodotto in soli due esemplari.

## Storia del progetto
Tra gli anni venti e gli anni trenta, la capacità e le intuizioni di aziende e progettisti ebbero la possibilità di essere testate grazie alla partecipazione nelle manifestazioni aeronautiche, le quali assunsero gradualmente una connotazione sempre più sportiva. In occasione del quarto Challenge International de Tourisme organizzato dalla Fédération Aéronautique Internationale (FAI), la federazione che aveva assunto il compito di gestire l'aviazione sportiva internazionale, la Caproni decise di sviluppare un velivolo per partecipare all'evento entrando a far parte della squadra italiana.

I due Caproni PS.1 di Ugo Vincenzi e Armando François.

Il progetto venne affidato all'ingegnere Cesare Pallavicino in procinto di lasciare la divisione aeronautica della Breda per accettare l'incarico di capo progettista alla Caproni, poi spostatosi alla Cantieri Aeronautici Bergamaschi (CAB). Il modello, inizialmente identificato come Pallavicino PS-1, rispecchiava l'impostazione generale dei velivoli di concezione tedesca, monomotori monoplani ad ala bassa ed impennaggio classico monoderiva con cabina di pilotaggio chiusa a quattro posti a sedere e con la particolarità dell'adozione di un carrello d'atterraggio retrattile verso coda. Il PS.1 fu in effetti uno dei primi aeroplani italiani dotati di un carrello retrattile.
Vennero prodotti due esemplari del PS.1, le cui matricole militari MM.257 e MM.258 vennero poi convertite alle marche civili I-MELO e I-FRAN. I due aerei, insieme a due Breda Ba.39S e a due Breda Ba.42, rappresentarono l'Italia nella competizione che si disputò a Varsavia, Polonia, tra il 28 agosto ed il 16 settembre 1934, pilotati rispettivamente da Ugo Vincenzi e Armando François. Nessuno degli aerei italiani si comportò in modo soddisfacente, a causa di una serie di problemi tecnici. Dei sei citati, solo il velivolo di François riuscì a conquistare un 18º posto nella classifica finale.